# Xanthophytum ferrugineum
Xanthophytum ferrugineum är en måreväxtart som först beskrevs av Dc., och fick sitt nu gällande namn av Elmer Drew Merrill. Xanthophytum ferrugineum ingår i släktet Xanthophytum och familjen måreväxter. Inga underarter finns listade i Catalogue of Life.